# Alfredo Megido
Alfredo Megido Sánchez (né le 2 octobre 1952 à Peñaflor en Andalousie) est un joueur de football international espagnol, qui évoluait au poste d'attaquant.

## Biographie

### Carrière en club
Alfredo Megido joue en Espagne et en France. Il dispute 257 matchs au sein des championnats professionnels espagnols, inscrivant 44 buts. Avec le club français des Girondins de Bordeaux, il joue 16 matchs en Division 1, inscrivant cinq buts.
Il participe à la Coupe d'Europe des vainqueurs de coupe lors de la saison 1977-1978 avec le Betis Séville.

### Carrière en sélection
Il reçoit une sélection en équipe d'Espagne, le 5 février 1975, contre l'Écosse, lors des éliminatoires de l'Euro 1976. Il inscrit un but lors de ce match disputé à Valence.

## Palmarès
Betis Séville
- Coupe d'Espagne (1) :
  - Vainqueur : 1976-77.